# NGC 2637
NGC 2637 је ознака објекта на координатама са ректансцензијом 8h 41m 13,4s и деклинацијом + 19° 41" 25'. Открио га је Алберт Март, 30. октобра 1864. Каснијим посматрањима на том положају није уочен никакав астрономски објекат.